# ムコノ
ムコノ(Mukono)はウガンダの中央地域東部のムコノ県の県都。人口は約19万人（2020年）。

## 地理
- 首都カンパラの約27km東[2]

## 人口
- 2002年：4万6506人
- 2010年：5万7400人
- 2011年：5万9000人
- 2014年：16万1996人[3][4]

## 姉妹都市
- …ギルフォード(英語：Guildford)(イギリス・イングランド・南東イングランド・サリー州)

## 著名人
- デイビッド・カトー（David Kato）：ウガンダのLGBTの社会運動の第一人者。2011年1月26日にムコノの自宅で殺害された。1964年 - 2011年。